# Альтопашіо
Альтопашіо (італ. Altopascio) — муніципалітет в Італії, у регіоні Тоскана,  провінція Лукка.
Альтопашіо розташоване на відстані близько 260 км на північний захід від Рима, 50 км на захід від Флоренції, 14 км на схід від Лукки.
Населення — 15 479 осіб (2014).
Щорічний фестиваль відбувається 25 липня. Покровитель — San Jacopo.

## Демографія
Населення за роками:

Станом на 1 січня 2023 року в муніципалітеті офіційно проживав 2171 іноземець з 64 країн, серед них 538 громадян країн Євросоюзу та 18 громадян України.

## Уродженці
- П'єтро Карміньяні (*1945) — італійський футболіст, воротар, згодом — футбольний тренер.

## Сусідні муніципалітети
- Б'єнтіна
- Капаннорі
- Кастельфранко-ді-Сотто
- К'єзіна-Уццанезе
- Фучеккьо
- Монте-Карло
- Поркарі